# Nynäshamns kyrka
Nynäshamns kyrka är en kyrkobyggnad i tätorten Nynäshamn, Nynäshamns kommun. Den är församlingskyrka i Nynäshamns församling, Strängnäs stift.

## Kyrkobyggnaden
Kyrkan byggdes 1930 och tornar högt över samhället, synligt från långt håll. På platsen stod tidigare en fyr. Byggnaden ritades av arkitekten Lars Israel Wahlman. Kyrkobyggnaden är uppförd av tegel och slammad med röd puts. Vid södra sidan finns ett sidoställt kyrktorn i vilket sakristian är inrymd.
När kyrkan restaurerades 1954 förnyades inredningen till stor del. Ny predikstol, dopfunt och nytt altare tillkom. På den ombyggda läktaren byggdes kyrkans första piporgel av A. Mårtenssons Orgelfabrik AB, Lund. Fasaden är ritad av arkitekt Arne Philip. Orgeln utökades från 24 till 27 stämmor inför kyrkans 80-årsjubileum 2010.

## Orgel
- Tidigare användes ett harmonium i kyrkan.
- Den nuvarande orgeln är byggd 1954 A Mårtenssons Orgelfabrik AB, Lund en elektropneumatisk orgel med slejflådor. Den är utrustad med registersvällare. Tonomfånget är på 56/30. 2008 renoverad och försedd med nytt elektriskt system och 40.000 fria kombinationer av Jan Börjesson Orgelvård, Stockholm.

| Huvudverk I       | Svällverk II    | Pedal          | Koppel   |
| Gedacktpommer 16´ | Rörflöjt 8´     | Subbas 16´     | I/P      |
| Principal 8´      | Spetsgamba 8´   | Oktava 8´ (tr) | II/P     |
| Gedackt 8´        | Voix céleste 8´ | Nachthorn 4´   | II/I     |
| Oktava 4´         | Principal 4'    | Blockflöjt 2´  | II 16'/I |
| Hålflöjt 4'       | Gemshorn 4'     | Fagott 16'     | II 4'/I  |
| Kvinta 2 2/3'     | Nasat 2 2/3´    | Skalmeja 4'    |          |
| Oktava 2'         | Svegel 2´       |                |          |
| Mixtur 3 chor     | Ters 1 3/5´     |                |          |
| Trumpet 8'        | Sivflöjt 1´     |                |          |
|                   | Trumpet 8´      |                |          |
|                   | Krumhorn 8´     |                |          |
|                   | Tremulant       |                |          |